# Alliance nationale (États-Unis)
Pour les articles homonymes, voir Alliance nationale.

Drapeau de l'Alliance nationale.

Alliance nationale (National Alliance) est un groupe prônant le suprémacisme blanc néonazi américain, fondé en 1974 par William Luther Pierce (1933-2002). Basé à Hillsboro en Virginie-Occidentale et principalement actif aux États-Unis, ce groupe accepte néanmoins des membres dans tous les pays, à condition d'être blanc et d'ascendance européenne non-juive.
Ainsi, Robert S. Griffin, membre de l'Alliance nationale, participa-t-il le 3 juillet 2004 à des activités organisées par Blood and Honour Vlaanderen, branche flamande du réseau international de skinheads néonazis Blood and Honour, et par le BBET, émanation du Blood & Honour Vlaanderen. Ce dernier groupe s'est fait connaître après que nombre de ses membres ont été arrêtés début septembre 2006 car ils préparaient des attentats terroristes visant à déstabiliser la Belgique.
De retour de cette conférence, Robert S. avait écrit dans son rapport qu’il était heureux de voir que les organisations flamandes qu'il a côtoyées en Belgique avaient à leurs côtés un parti comme le Vlaams Belang.